# Alpská kuchyně

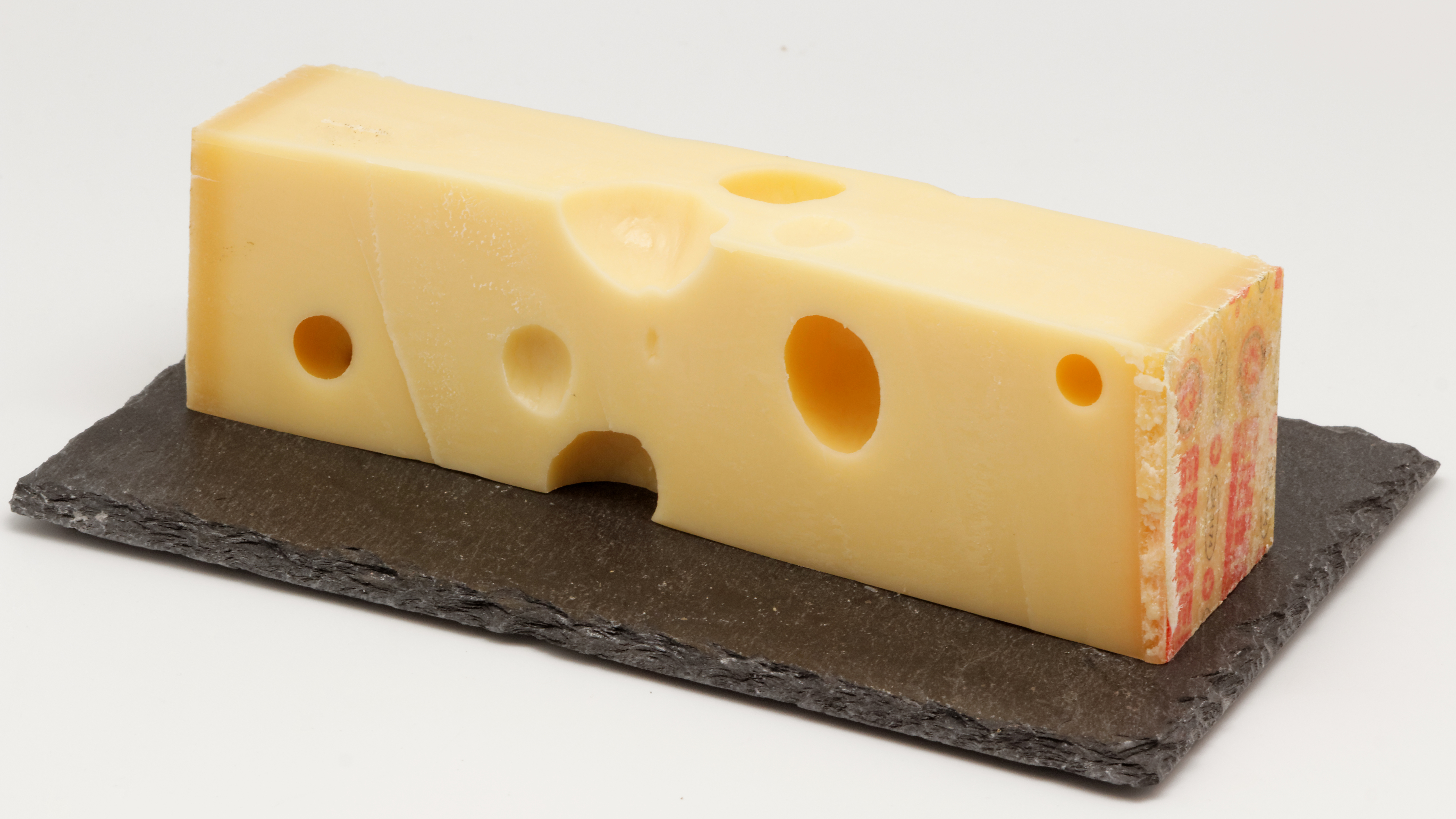
Ementál

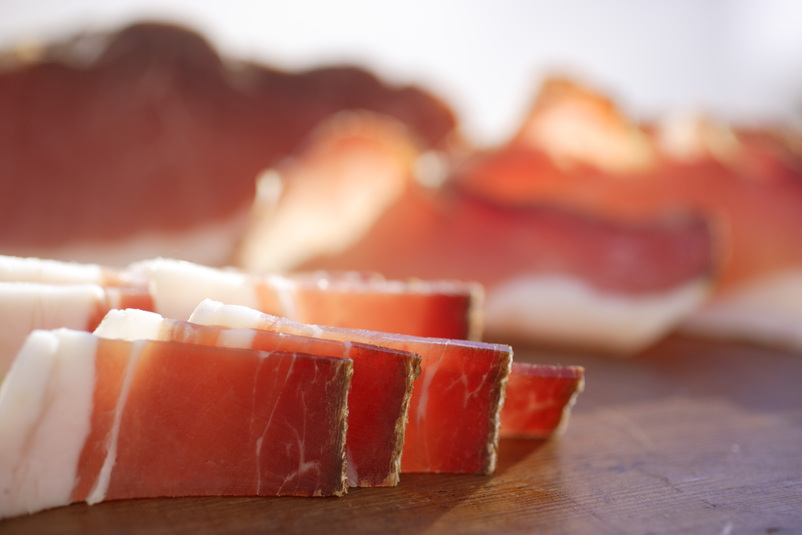
Jihotyrolský špek

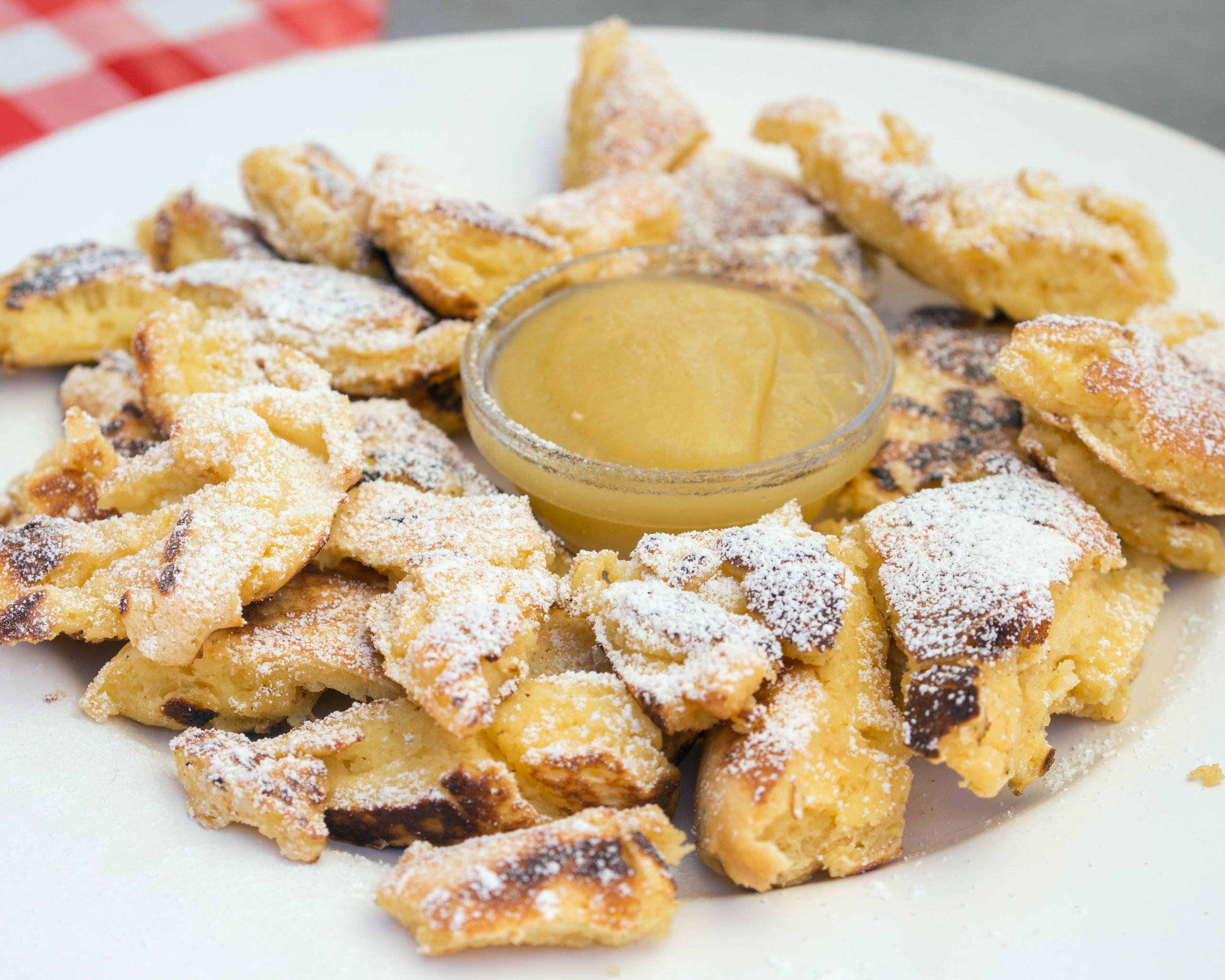
Císařský trhanec

Alpská kuchyně je kuchyní typickou pro Alpy, horskou oblast na území Francie, Švýcarska, Lichtenštejnska, Itálie, Rakouska, Německa a Slovinska. Mezi základní potraviny patří obilniny (jako žito, ječmen, pšenice, pohanka, ale i kukuřice), mléčné výrobky a maso, které se často udí a suší. Alpy jsou známé chovem skotu, z Alp pochází například simentálský skot nebo tyrolský šedý skot.
V každé části Alp se kuchyně samozřejmě liší a regionální kuchyně jsou také ovlivněny zemí, ve které se daná část Alp nachází (jedlé kaštany se hojně používají ve francouzských a italských Alpách, v italských Alpách se běžně podává polenta, v bavorských a rakouských alpách se podává kysané zelí).

## Příklady tradičních alpských pokrmů a nápojů
Příklady tradičních alpských pokrmů a nápojů:
- Sýry, v Alpách se vyrábí mnoho sýrů, protože se v Alpách chová mnoho krav. Z Alp pochází poměrně známé druhy sýrů, jako je ementál nebo appenzeller.
- Uzeniny, typ pršut
- Císařský trhanec
- Polévka z krup
- Žganci (sterz), obilná kaše
- Špecle
- Chléb
- Kletzenbrot, sladký chléb se sušeným ovocem
- Různé dezerty, jako buchty nebo germknödel
- Víno, Alpy jsou vinařskou oblastí
- Lihoviny
- Bombardino, kávový nápoj s likérem, typický v alpských zimních střediscích[2]